# Estendard d'Ur
L'estendard d'Ur és una obra sumèria trobada al cementiri reial de l'antiga ciutat estat d'Ur, situada actualment a l'Iraq, al sud de Bagdad (en aquella època Agadé). No se sap la funció real que tenia aquesta resta arqueològica. Va ser descoberta pel britànic Leonard Woolley als anys 1920. Avui l'estendard es conserva al museu de Londres Museu Britànic. L'aspecte més rellevant, però, és que d'un costat (el costat del darrere) es contempla l'escenificació de la guerra, mentre que de l'altre costat (el costat del davant) s'hi escenifica la pau.

## Context històric
L'estendard d'Ur és un objecte sumeri datat al voltant de l'any 2500 aC. L'artefacte es va descobrir en el transcurs de les excavacions realitzades per l'equip, dirigit pel britànic Leonard Woolley, al cementeri reial de l'antiga ciutat d'Ur, situada a la Baixa Mesopotàmia. Els historiadors consideren que l'objecte pertany al període dinàstic arcaic (2900-2334 aC), concretament, al període protodinàstic III (2600-2500 aC). Aquests primers anys de la història de Mesopotàmia són difícils de reconstruir-se. Els objectes descoberts durant les excavacions de Wolley són una de les grans fonts d'informació sobre l'època, entre els quals destaquen, nombrosos objectes amb materials preciosos, com ara l'estendard. Pel que fa a textos escrits, la majoria dels que trobem pertanyen a la tercera dinastia d'Ur (2112-2004 aC), tauletes escrites en cuneïforme de tipologia administrativa.
El període protodinàstic III va ser una època de gran expansió per a les principals ciutats estat de Mesopotàmia, on van tenir un gran creixement de ciutats de la Baixa Mesopotàmia com ara Kish, Ur, Uruk, Umma o Lagash. Respecte a l'organització política i social, la majoria de la població residia en aquests nuclis urbans. Aquests nuclis tenien una organització militar agrícola, on la ciutat se centrava a satisfer les necessitats expansives, alimentàries i industrials. Pel que fa a l'activitat econòmica, aquesta estava basada en l'agricultura, on els cultius més comuns eren: la civada, el lli, el sèsam i el blat. La ramaderia només es va poder desenvolupar a les zones on les condicions eren favorables. A causa de la carència de matèries primeres com minerals o fusta els intercanvis comercials van esdevenir fonamentals, amb civilitzacions de l'actual Síria o de l'Àsia Menor.
Les ciutats eren dirigides per un patesi o ensi. Aquest era el protector de la ciutat i actuava en nom de la divinitat principal d'aquesta. Algunes de les seves funcions eren: dirigir l'exèrcit, administrar els assumptes de la ciutat, firmar tractats amb altres ciutats estat, impartir justícia o construir temples. Altres documentes procedents de diferents ciutats estat de la Baixa Mesopotàmia, com ara Girsu, situada prop de Lagash, ens indiquen que una gran part de les terres eren propietat del rei, altres del temple i algunes de propietat privada. La tipologia de temple que trobem a Mesopotàmia és el zigurat. El zigurat esdevenia l'eix central de la ciutat i articulava la resta del nucli urbà. La religió mesopotàmica era politeista, els deus representaven elements de la vida i de la naturalesa. Els déus principals van ser: An, protector de la ciutat d'Uruk i Déu del cel, Enlil protector de la ciutat de Nippur que representava el vent i Enki, protector de la ciutat d'Eridu que simbolitzava la terra. A canvi de l'atenció constant que el rei donava a la divinitat, aquest atorgaria a la ciutat prosperitat i benestar.

Ciutats importants durant el període dinàstic arcaic

Finalment, un altre dels aspectes fonamentals de la civilització mesopotàmica d'aquest període, era la relació entre les diferents ciutats estat. Encara que els llaços comercials, culturals i artístics eren freqüents van existir diverses rivalitats polítiques. Durant aquest període protodinàstic III, les rivalitats es van centrar en la unió de diverses ciutats estat per formar nuclis encara més extensos i amb més poder i riquesa. Destaquem que, aproximadament l'any 2400 aC, les ciutats d'Ur, Uruk, i Umma es va unir sota el mandat d'un governant anomenat Lugalkiginedudu. Un dels seus successors, Lugalzagesi va arribar encara més lluny i es va declarar rei de tota la regió de la Baixa Mesopotàmia, destruint la ciutat de Lagash.

## Les excavacions
Les excavacions al cementeri reial d'Ur es van iniciar l'any 1922 i es van allargar fins a l'any 1934. Aquestes van ser dirigides per l'arqueòleg britànic Leonard Woolley en col·laboració amb el Museu Britànic i el Museu de la Universitat de Pensilvània. Actualment, aquest jaciment arqueològic se situa a l'actual província Dhi Qar, al sud de l'Iraq. Al llarg d'aquests dotze anys d'excavacions es van trobar una gran quantitat de materials que van donar llum a les incerteses sobre com era la societat mesopotàmica.

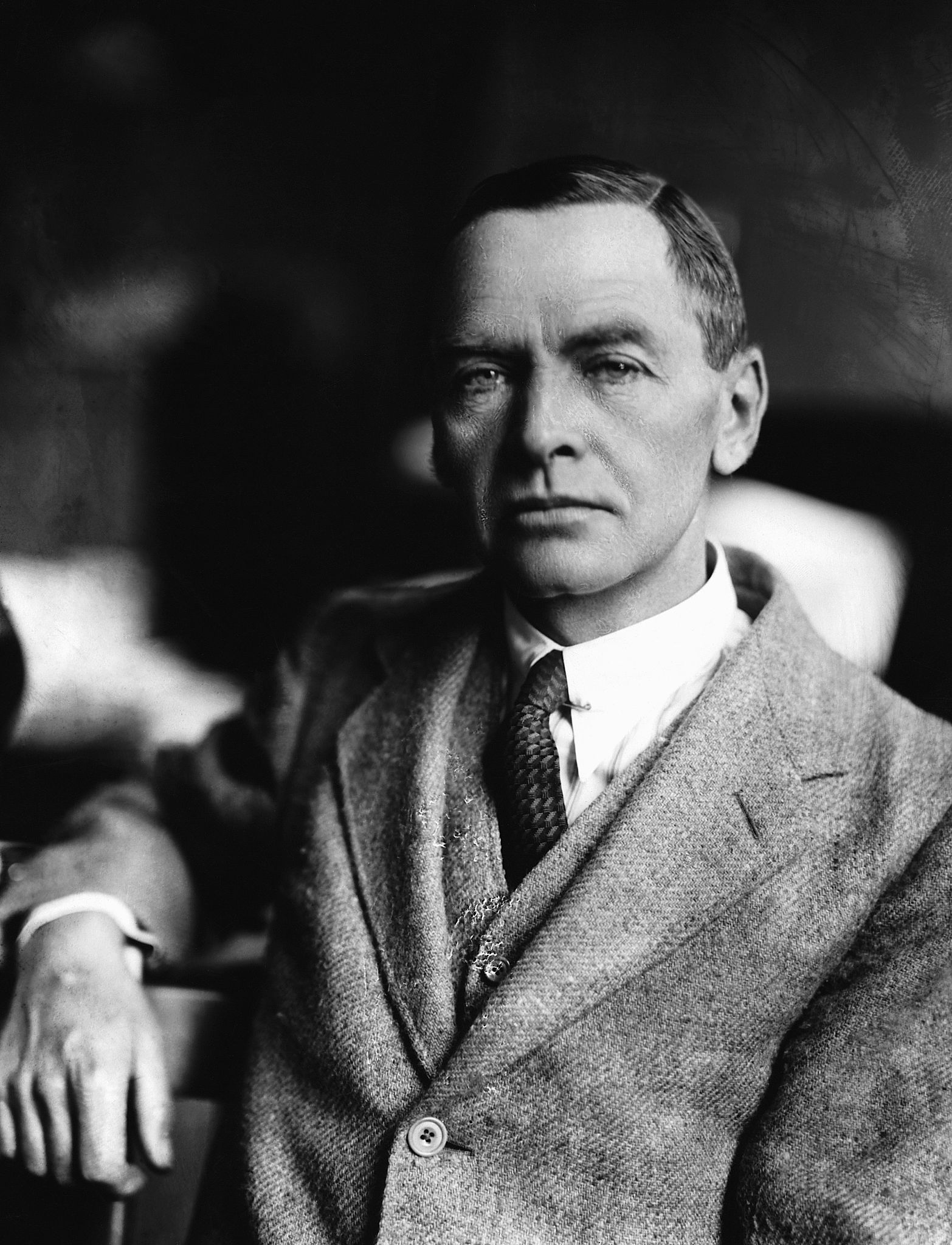
Leonard Woolley Getty

El primer objecte descobert a les excavacions fou una daga. La fulla de l'arma era d'or i l'empunyadura era una peça de lapislàtzuli blau amb incrustacions d'or, la daga estava dins una funda d'or massís. Aquest fou un descobriment d'un gran valor, no s'havia descobert res similar en aquelles terres. Les datacions realitzades indiquen que l'objecte es pot situar entre el 3400 aC i el 3300 aC. Durant els següents anys d'excavacions es van trobar molts altres materials destacats, que actualment es troben repartits entre el Museu Britànic i el Museu d'Arqueologia i Antropologia de la Universitat de Pensilvània. Entre aquests destaquem: un casc d'or del rei Meskalamdug, diversos tocats i collars de la tomba de la reina Puabi, dos caps de brau de plata o diferents instruments musicals com ara lires de fusta cobertes amb una petita capa de plata.
L'estendard, concretament, va ser trobat en la tomba PG 779, l'any 1927. Aquesta fou una de les tombes més grans excavades al cementeri reial d'Ur i estava composta per quatre càmeres diferents. Les hipòtesis realitzades per Nadali indiquen que aquesta tomba podia pertànyer al rei Urpabilsig, pare de Meskalamdug. Aquestes hipòtesis reafirmen la teoria que aquest esdeveniment bèl·lic estigues relacionat amb el mateix rei, i per això, l'objecte formava part del mobiliari d'aquesta tomba.

## Forma i contingut
L'estendard és una tauleta de fusta amb forma trapezoidal. La tauleta està formada per dos panells o cares amb forma rectangular, amb una alçada de 21,70 cm i una longitud de 50,40 cm. Els panells estaven dividits en tres nivells o línies. Aquests dos panells contenen un mosaic amb incrustacions de materials com ara lapislàtzuli o petxines. Cal destacar que totes les figures estan representades de perfil.

Costat escenificant la guerra

Aquestes dues cares eren les anomenades, cara de la guerra i cara de la pau. En primer lloc, la cara de la guerra representa la tornada dels soldats després d'una victòria en una guerra o conflicte. La figura que més important és la de patesi, situada al centre i més gran que la resta, que dona la benvinguda al seu exèrcit. Aquests soldats estan representants vestits amb una armadura i sostenint diferents armes com ara llances, arcs o destrals. En el primer i tercer nivell també veiem carros de combat amb 4 rodes de fusta massissa i tirats per ases, on es col·locava un auriga i un llancer. Els darrers personatges que veiem representants en l'escena, són els presoners de guerra. Aquest s'identifiquen perquè van nus i alguns es poden observar lligats. L'escena es desenvolupa en diferents ritmes, partint des del tercer nivell, on es veu el desenvolupament del conflicte amb un ritme accelerat fins a arribar al primer nivell de ritme pausat i el clímax de l'escena, on es troba representant el líder victoriós mentre li porten els presoners de guerra.

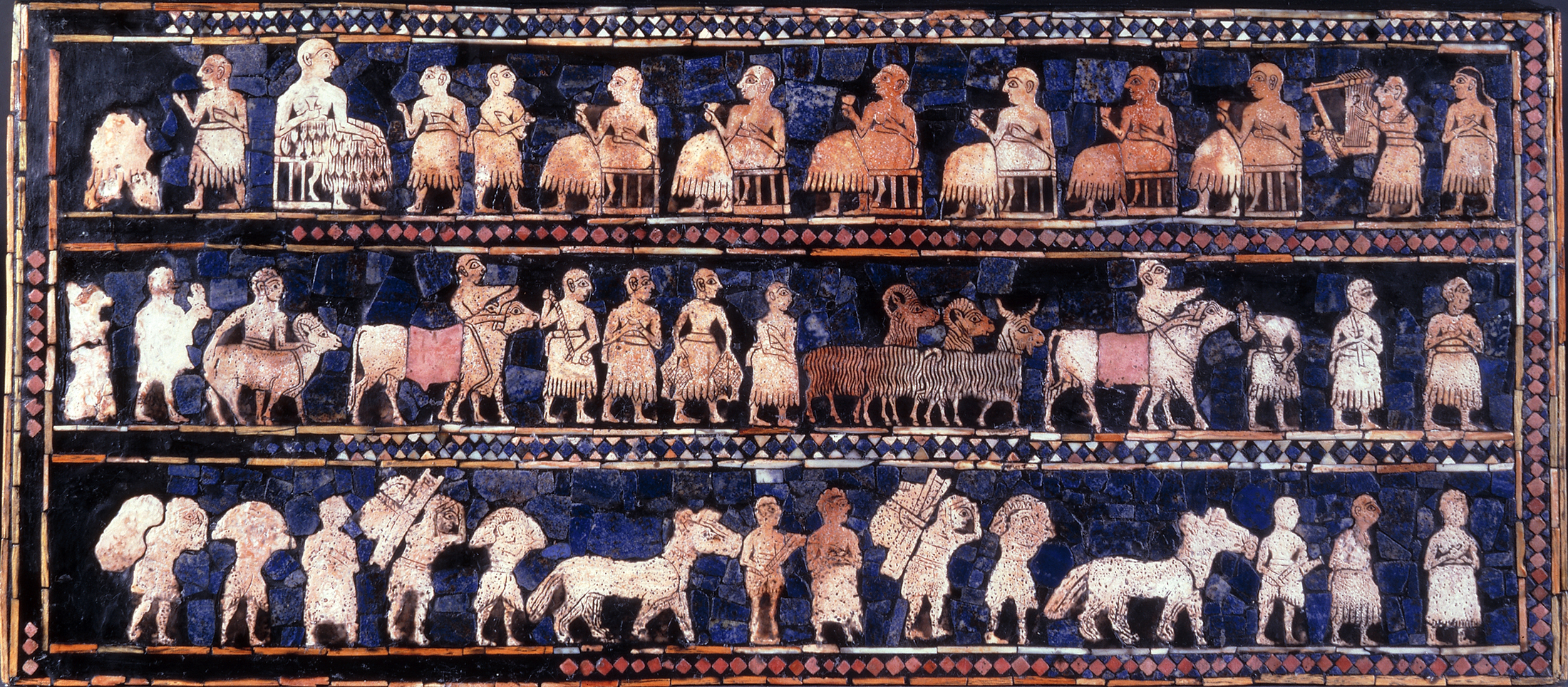
Costat escenificant la pau

En segon lloc, trobem la continuació de l'escena l'anomenada cara de la pau. En aquesta escena podem observar un banquet de celebració en commemoració a la victòria militar d'Ur representada a la cara de la guerra. Al nivell inferior podem veure com els soldats d'Ur s'enduen el botí per presentar-lo al rei. Aquest botí inclou materials bèl·lics dels carros enemics i també diversos animals o aliments que esdevindran tributs per al patesi. En el segon nivell trobem com l'escena continua, veiem com un grup d'homes condueix els diversos animals (bous i cabres) a ser sacrificats perquè puguin ser degustats per les figures importants durant el banquet. Finalment, al nivell superior veiem com el governant, identificat de nou com la figura més gran i principal de l'escena, i els seus seguidors gaudeixen bevent i menjant durant el banquet de celebració. Voldria destacar que en aquesta darrera escena, a la part superior dreta, també apareixen identificats músics, ja que porten un instrument que podríem assimilar amb una arpa.

## Interpretació i funció
Els estendards pertanyen al fenomen de monumentalitzar la guerra. Un fenomen que tingué la seva màxima esplendor durant el III mil·lenni aC, que simbolitzava les victòries militars de les ciutats estat de la Baixa Mesopotàmia. La majoria dels autors citats coincideixen que la funció que tenia aquest objecte no era clara. Les hipòtesis indiquen que l'estendard tenia una funció commemorativa, era un objecte mòbil que s'exhibia en ocasions particulars amb la finalitat de representar el resultat d'un esdeveniment concret. En aquest cas una victòria militar de la ciutat d'Ur. Aquesta tipologia d'objectes permet als historiadors comprendre moltes característiques dels conflictes bèl·lics i polítics de les ciutats estat mesopotàmiques, com ara: les armes que s'utilitzaven en aquella època, les tàctiques de guerra emprades o la tipologia de soldats i material que es feien servir en aquesta tipologia de conflictes.